# Marco Antonio Órdenes Fernández
Marco Antonio Órdenes Fernández (ur. 29 października 1964 w Iquique) – chilijski były duchowny rzymskokatolicki, w latach 2006–2012 biskup Iquique.

## Życiorys
Święcenia kapłańskie przyjął 4 grudnia 1996 i został inkardynowany do diecezji Iquique. Pracował jako m.in. rektor sanktuarium maryjnego w La Tirana oraz nauczyciel w szkole formacyjnej dla kapłanów diecezjalnych. Od 2004 był tymczasowym administratorem diecezji.
23 października 2006 został prekonizowany biskupem Iquique. Sakrę biskupią otrzymał 18 listopada 2006. 9 października 2012 zrezygnował z urzędu. 11 października 2018 został przeniesiony do stanu świeckiego z powodu oskarżeń o wykorzystywanie seksualne małoletnich.